# Pausaniás (vojevůdce)
Pausaniás († 470) byl spartský princ z dynastie Ágidovců, jenž během řecko-perských válek velel Helénům při jejich vítězství nad Peršany v bitvě u Platají.

## Život
Pausaniás byl synem Kleombrota a vnukem krále Anaxandrida II. Kleombrotův bratr, král Leónidás I., čelil v roce 480 př. n. l. vojsku perského krále Xerxa I. v bitvě u Thermopyl, v níž Leónidás nalezl společně s 300 Sparťany slavnou smrt. Kleombrotos byl poté ustaven regentem za nezletilého Leonidova syna Pleistarcha. Mezitím Peršané pronikli do Řecka a okupovali Athény, načež Kleombrotos vytáhl s vojskem na Isthmos, kde zahájil stavbu obranné hradby. Nedlouho po vítězství řeckého loďstva nad perskou flotilou v bitvě u Salamíny však Kleombrotos zemřel. Novým regentem za Pleistarcha se proto stal jeho bratranec Pausaniás. Perské vojsko ustoupilo po porážce u Salamíny do severního Řecka a jeho velitel Mardonios otevřeně vyjednával s Athéňany. Pokud by Mardonios uspěl ve snaze získat Athéňany na stranu Persie, mohl by využít athénských lodí k vylodění na Peloponésu a obejití spartského opevnění na Isthmu. Pausaniás a Leótychidás, druhý spartský král, zřejmě netoužili pomáhat Athéňanům, ani vést válku s Peršany. V zimě 480 až 479 př. n. l. tudíž probíhala složitá diplomatická jednání mezi členy helénského spolku, na základě nichž se Athéňané vyslovili pro setrvání v boji a Sparťané se uvolili poskytnout své vojsko k obraně Řecka před Peršany.
Na počátku léta 479 př. n. l. Peršané opětovně obsadili a vydrancovali Athény. Nato se Pausaniás vypravil s vojskem do středního Řecka a překročením pohoří Kithairón přinutil Mardonia k opuštění Athén. Obě armády se setkaly v červenci severně od města Plataje v Bojótii. Po několika dnech oboustranné nečinnosti se Peršanům podařilo odříznout své protivníky od zásobování vodou. Řekové se kvůli tomu stáhli směrem na jih, nicméně v průběhu nočního přesunu se jejich linie rozbila, čehož Mardonios využil za úsvitu dalšího dne k zahájení útoku. Helénové dokázali zadržet perský nápor, přičemž byl Mardonios zabit. Sparťané vzápětí zahnali jádro perských sil, zatímco Athéňané se zmocnili perského tábora. S Athéňany sympatizující Hérodotos se ve svých Dějinách o Pausaniových opatřeních příliš nezmiňuje. I současní historikové navíc potvrzují, že bitva u Platají byla spíše střetnutím vojáků, v němž vojevůdci nesehráli tak zásadní roli. Přesto nelze snižovat Pausaniovy zásluhy na tomto úspěchu značícím konec perských snah o podrobení Řecka.
Na jaře 478 př. n. l. vedl Pausaniás řeckou expedici na Kypr a potom vytáhl s padesáti loďmi proti perské posádce v Byzantiu. Řekové již dříve opanovali město Sestos při Helléspontu, takže podmaněním Byzantia by ovládli průlivy mezi Evropou a Asií a tím by barbarům zabránili v novém vpádu do Řecka. Při dobývání Byzantia bylo zajato několik předních perských šlechticů, včetně některých Xerxových příbuzných. Pausaniás je pak údajně propustil, třebaže tvrdil, že unikli. Podle Cornelia Nepota Pausaniás následně odeslal Xerxovi dopis, v němž žádal o jeho dceru, za což mu sliboval pomoc při ovládnutí Sparty a zbytku Řecka. Xerxés měl vyslovit souhlas s tímto návrhem. Z důvodu Pausaniovy arogance, povýšenosti a vzhledem k šířícím se zvěstem o spolčení s Peršany se mnoho dosavadních spartských spojenců raději podrobilo autoritě Athéňanů. Velení nad řeckým vojskem převzal Aristeidés, jenž se zřejmě podílel na rozšiřování pomluv o Pausaniovi a přispěl tak k jeho neoblíbenosti mezi spojenci. Pausaniás byl povolán do Sparty, aby se zodpovídal z podezření z properských sympatií (medismos). Ihned po návratu do vlasti byl obžalován, ale místo trestu smrti byl odsouzen k peněžité pokutě. Sparťané se po tomto incidentu rozhodli nepokračovat ve válce s Persií. Athéňané, disponující mocnou flotilou triér, vytrvali ve střetnutí a založili délský spolek, který se v budoucnu vyvinul ve skutečnou athénskou říši.
Po svém propuštění se Pausaniás vzdal regentství a opustil Spartu. V roce 477 př. n. l. se odebral do Byzantia, kde patrně hodlal založit vlastní doménu. Pausaniás se začal oblékat v orientální úbor a navíc zavrhl spartské obyčeje, místo nichž si osvojil perské zvyky a způsob života. Jeho počínání bylo ovšem na překážku athénským zájmům a proto ho Kimón z města vypudil. Pausaniás se nato usadil v maloasijském městě Kolónai, nacházejícím se na pobřeží Tróady. O několik let později k němu dorazili poslové ze Sparty, kteří mu sdělili, že se buď vrátí do Sparty, nebo bude odsouzen k smrti. Znepokojený touto hrozbou svolil Pausaniás v roce 471 př. n. l. k návratu, nicméně už po svém příchodu do Sparty byl dle rozhodnutí eforů uvržen do vězení. Ačkoli se mu brzy podařilo dostat se zpět na svobodu, podezření z kontaktů s perským králem ze sebe nesejmul. Nebyl nalezen ani žádný přesvědčivý důkaz dokládající Pausaniův záměr naklonit si příslibem svobody heilóty, spartské státní otroky, přestože se soudilo, že chystá s jejich pomocí převrat.
Jeden mladík, který měl jako posel doručit Pausaniův dopis perskému satrapovi Artabazovi, předložil toto psaní eforům. Avšak dříve, než mohl být Pausaniás zadržen, byl varován, načež vyhledal úkryt v chrámu bohyně Athény Chalkioikos. Eforové pak přikázali zazdít všechny vstupy do chrámu, čímž chtěli Pausania vyhladovět. Když se Pausaniás ocitl na prahu smrti, byl vynesen ven a krátce poté zemřel. Takto neslavný konec stihl jednoho z nejproslulejších řeckých velitelů účastnících se řecko-perských válek. Pausaniův syn Pleistoanax zaujal v roce 459 př. n. l. hodnost spartského krále po Pleistarchovi.